# Atletismo nos Jogos Pan-Americanos de 1995 - Arremesso de peso feminino
A prova do arremesso de peso feminino nos Jogos Pan-Americanos de 1995 foi realizada em 21 de março no Estádio Atlético "Justo Roman".

## Medalhistas
| Ouro                                  | Prata                           | Bronze                   |
| Connie Price-Smith USA Estados Unidos | Ramona Pagel USA Estados Unidos | Yumileidi Cumbá CUB Cuba |

## Final
| Posição           | Nome               | Nacionalidade      | Marca | Notas |
| ----------------- | ------------------ | ------------------ | ----- | ----- |
| Medalha de ouro   | Connie Price-Smith | USA Estados Unidos | 19.17 |       |
| Medalha de prata  | Ramona Pagel       | USA Estados Unidos | 18.50 |       |
| Medalha de bronze | Yumileidi Cumbá    | CUB Cuba           | 18.47 |       |
| 4                 | Belsis Laza        | CUB Cuba           | 18.31 |       |
| 5                 | Elisângela Adriano | BRA Brasil         | 16.74 |       |
| 6                 | Georgette Reed     | CAN Canadá         | 16.10 |       |
| 7                 | Alexandra Amaro    | BRA Brasil         | 15.97 |       |
| 8                 | Ana María Comaschi | ARG Argentina      | 13.33 |       |